# Shackleton-part
A Shackleton-part egy antarktiszi partszakasz a Ross-selfjég nyugati parvonala mentén. Északról a Selborne-fok, délről pedig a Beardmore-gleccser keleti nyúlványa, az Airdrop Peak szegélyezi. Északon a Hillary-parttal, délen és keleten a Dufek-parttal határos.
Az új-zélandi Antartiszi Földrajzinév Bizottság a partszakaszt 1961-ben Ernest Shackleton (1874–1922) brit felfedezőről nevezte el. Shackleton négy Antarktisz-expedícióban vett részt, három alkalommal expedícióvezetőként. Tagja volt a Robert Falcon Scott vezette Discovery-expedíciónak (1901–1904), később a Nimrod-expedíció (1907–1909) és a birodalmi transzantarktiszi expedíció (1914–1917) során tért vissza az Antarktiszra. A Shackleton–Rowett-expedíció (1921–1922) során, a tényleges kutatóút megkezdése előtt, Déli-Georgia szigetén elhunyt.
A partszakasz egy részét a Nimrod-expedíció során, az úgynevezett déli csapat fedezte fel 1908-ban, melynek Shackleton mellett, Frank Wild, Jameson Adams és Eric Marshall voltak a tagjai.

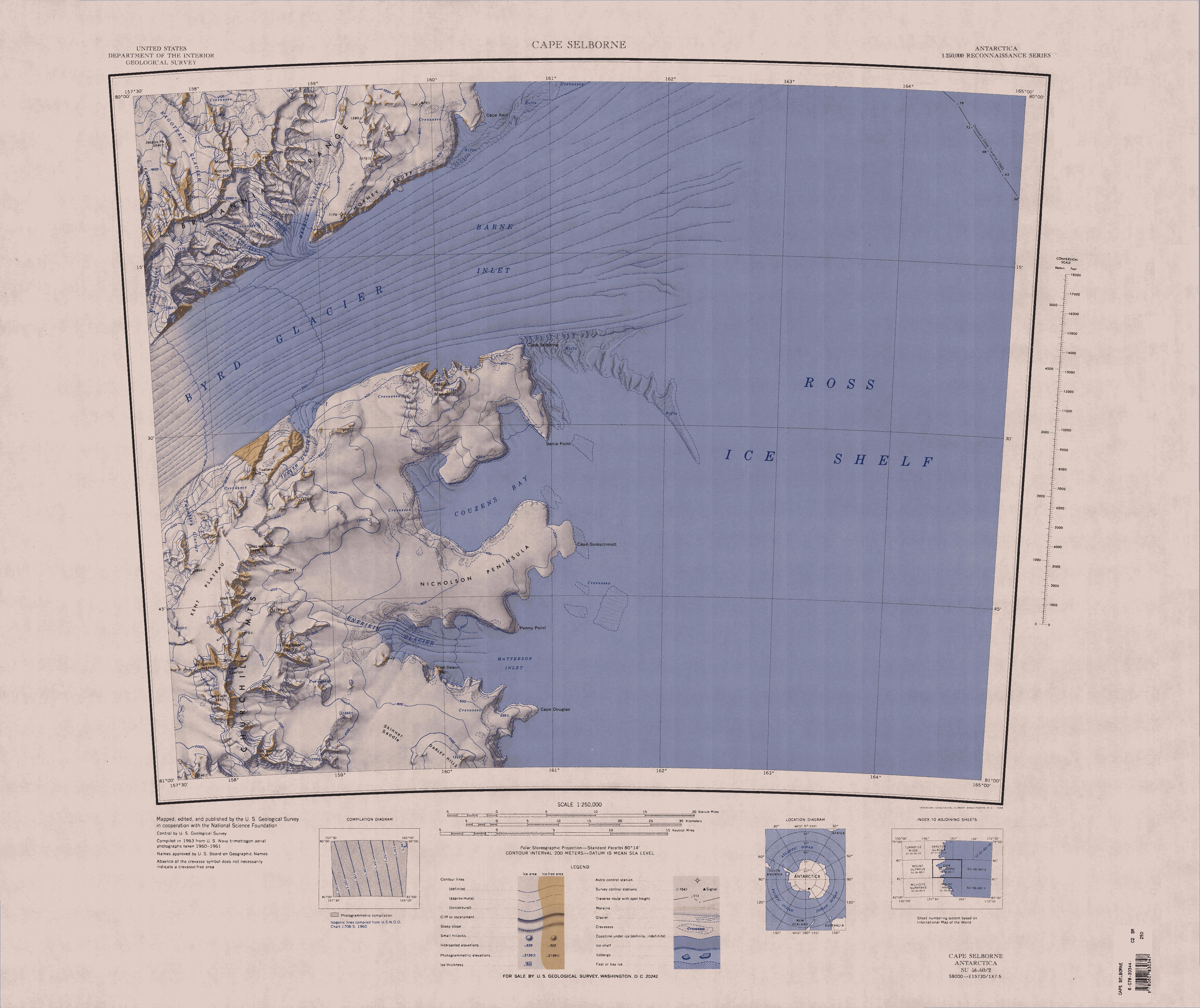
A Shackleton-part északi részének térképe, a Cape Selbourne-től
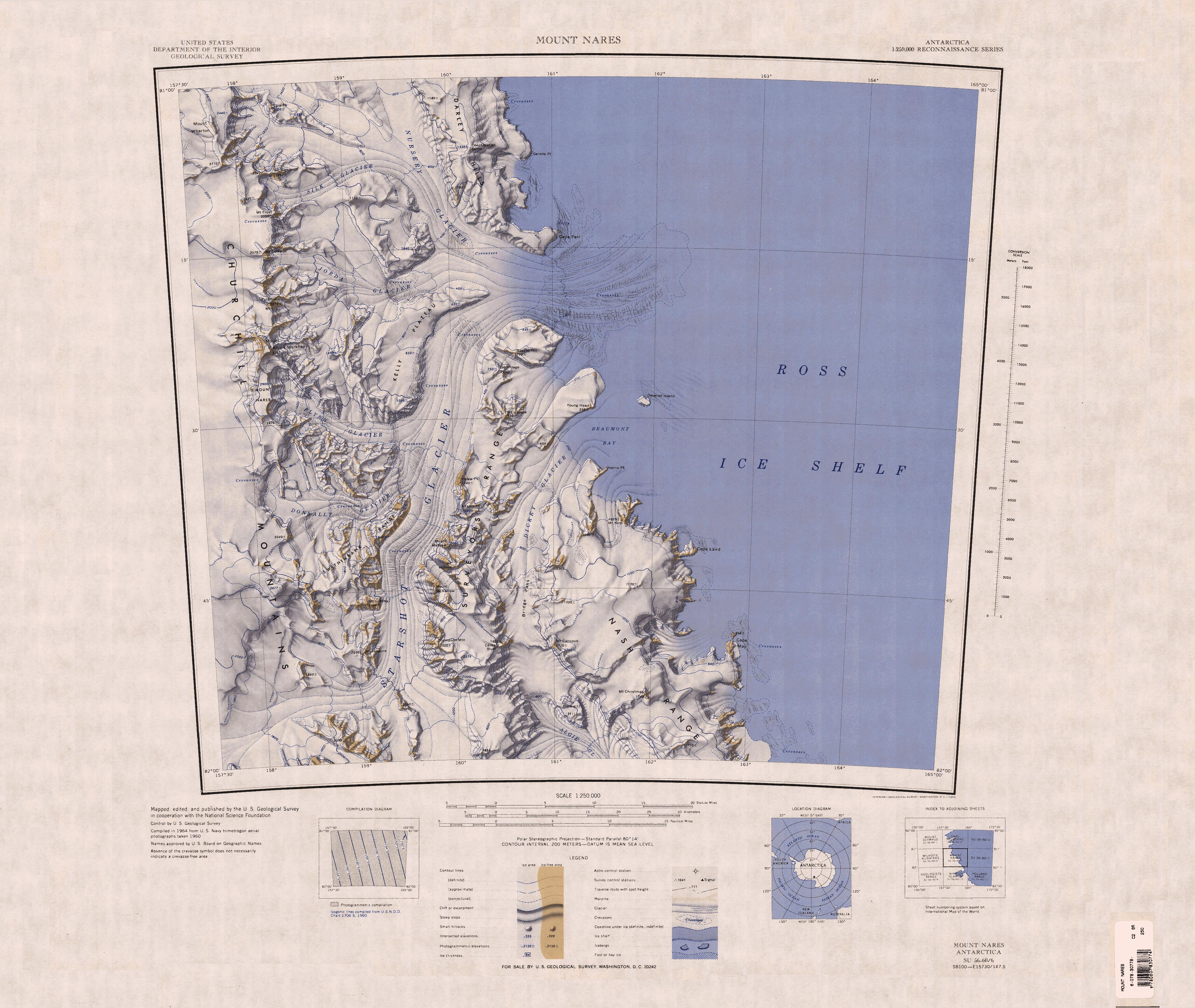
A Shackleton-part déli részének térképe